# Pavel Pervušin
Pavel Vladimirovič Pervušin (in russo Павел Владимирович Первушин?; Ramen'je, 5 settembre 1947 – San Pietroburgo, 24 settembre 2022) è stato un sollevatore sovietico campione mondiale ed europeo che gareggiò nella categoria dei pesi massimi (fino a 110 kg.).

## Biografia
Cominciò a praticare il sollevamento pesi nel 1964 presso il suo istituto scolastico e qualche anno dopo fu allenato da Fëdor Bogdanovskij presso il club sportivo dell'Esercito a Leningrado.
Nel 1973, dopo aver vinto il campionato nazionale sovietico, venne convocato per i Campionati europei di Madrid, dove vinse la medaglia d'oro con 400 kg. nel totale.
Qualche mese dopo conquistò la medaglia d'oro anche ai Campionati mondiali de L'Avana con 385 kg. nel totale.
La sua carriera fu però interrotta da un infortunio ad una mano occorsogli durante un allenamento, dal quale si riprese faticosamente solo nel 1975, dopo una serie di interventi chirurgici, ma l'anno seguente un nuovo infortunio, questa volta al menisco, lo costrinse a porre fine alla sua carriera di sollevatore, durante la quale stabilì ben 15 record mondiali, di cui 9 nella prova di strappo, 4 nella prova di slancio e 2 nel totale.
Laureatosi presso l'Istituto Militare di Cultura Fisica, insegnò in Accademie militari dell'Esercito sovietico ed in seguito divenne anche giudice di gara di sollevamento pesi.
Morì a San Pietroburgo il 24 settembre 2022.